# Mörtersdorf
Mörtersdorf ist ein Ort und eine Katastralgemeinde der Gemeinde Rosenburg-Mold im Bezirk Horn in Niederösterreich.

## Geografie
Der Ort liegt 7 km südöstlich der Bezirkshauptstadt Horn an der Horner Straße (B4). Die Seehöhe in der Ortsmitte liegt bei 329 Metern. Die Fläche der Katastralgemeinde umfasst 4,82 km². Die Einwohnerzahl beläuft sich auf 136 Einwohner (Stand: 1. Jänner 2025).

## Postleitzahl
Mörtersdorf hat die Postleitzahl 3580.

## Bevölkerung

### Religion
Die überwiegende Mehrheit der Bevölkerung ist Römisch-Katholisch. Der Ort gehörte bis 1783 zur Pfarre Gars, seither zur Pfarre Maria Dreieichen. Im Dorfzentrum befindet sich eine um 1800 errichtete Ortskapelle.

### Bevölkerungsentwicklung
| Jahr      | 1830 | 1846 | 1869 | 1951 | 1971 | 1991 | 2001 | 2011 |
| --------- | ---- | ---- | ---- | ---- | ---- | ---- | ---- | ---- |
| Einwohner | 207  | 219  | 267  | 155  | 132  | 137  | 148  | 135  |

## Geschichte
Mörtersdorf war bereits in der Mittleren Bronzezeit (1600–1300 v. Chr.) belegt, wie ein Grabhügel aus dieser Zeit belegt. Im Mittelalter erscheint der Ort erstmals 1171 mit der Nennung eines Albert und Gottfrieds „von Mertinsdorf“. Zu dieser Zeit befand sich im Ort ein befestigter Adelssitz des „Lorenz Abtmaer zu Mertensdarff“, der zuletzt 1435 erwähnt wird. In der Wiener Gesera, einem in Hebräischer Sprache um 1421 verfassten Bericht über die damaligen Judenverfolgungen, der heute nurmehr in jiddischen Abschriften zugänglich ist, wird Mörtersdorf als Ort von Pogromen genannt. In der Neuzeit gehörte der Ort zur Herrschaft Horn und Rosenburg, teilweise zur Herrschaft Gars, wohin er bis 1783 pfarrlich zugeordnet war. Noch im 19. Jahrhundert wurde der Ort als Mertersdorf oder Mördersdorf bezeichnet. 1815 wurde in einem Wirtshaus in Mörtersdorf der Räuberhauptmann Johann Georg Grasel festgenommen und nach Wien überführt.
1938 wurde Mörtersdorf mit dem benachbarten Zaingrub nach Mold eingemeindet, nach 1945 aber wieder selbstständige Gemeinde. Zum 1. Januar 1967 vereinigte sich Mörtersdorf mit Mold und Zaingrub zur Gemeinde Mold. Die Gemeinde Rosenburg-Mold entstand 1971 durch die Zusammenlegung der Gemeinden Rosenburg mit Stallegg und Mold.

## Wirtschaft und Infrastruktur

### Verkehr
Mörtersdorf liegt an der Horner Straße (B4). Das Linienbusunternehmen PostBus fährt in Mold mehrere Haltestellen der Linien 635 (Horn–Korneuburg), 1026 (Raabs an der Thaya–Wien-Praterstern) und 1036 (Zwettl–Wien-Praterstern) an. Die nächstgelegenen Bahnhöfe der ÖBB sind Horn NÖ und Rosenburg an der Kamptalbahn.

## Bedeutende in Mörtersdorf geborene oder hier wirkende Menschen
- Johann Georg Grasel (1790–1818), Räuberhauptmann, wurde 1815 in Mörtersdorf gefangen genommen.